# 趙禎 (成化進士)
趙禎（1437年—？），字汝吉，直隸長洲縣人，明朝政治人物。進士出身。

## 生平
順天府鄉試第五十三名。成化二年（1466年）丙戌科會試第一百四十二名，殿試登進士第三甲第二百三十八名。

## 家族
曾祖趙天祥。祖父趙彥良。父亲趙達。